# Philibertia boliviana
Philibertia boliviana är en oleanderväxtart som först beskrevs av Henri Ernest Baillon, och fick sitt nu gällande namn av Goyder. Philibertia boliviana ingår i släktet Philibertia och familjen oleanderväxter. Inga underarter finns listade i Catalogue of Life.